# العامل الثامن
العامل الثامن (بالإنجليزية: Factor VIII or FVII)‏ هو عامل أساسي لتخثر الدم المعروف أيضا بالعامل المكافح لهيموفيليا الدم (بالإنجليزية: anti-hemophilic factor)‏. في البشر يتم ترميز وإنتاج العامل الثامن بواسطة الجين اف-8 (بالإنجليزية: F8)‏. وعند وجود طفرات في هذه الجين يصاب الشخص بمرض الهيموفيليا-أ (بالإنجليزية: Hemophilia A)‏ ؛ اضطراب التخثر المتنحي المرتبط بالكروموسوم اكس (بالإنجليزية: recessive X-linked coagulation disorder)‏.
يشارك العامل الثامن في تخثر الدم ويعتبر أيضا عامل مساعد للعامل التاسع- أ (بالإنجليزية: factor IXa)‏ حيث أنه في وجود الكالسيوم والفوسفوليبيدز (بالإنجليزية: phospholipids)‏ يكوّن مركب يقوم يتحويل العامل العاشر (بالإنجليزية: factor X)‏ إلى شكله النشط. يقوم جين العامل الثامن بإنتاج نسختين منفصلتين :
- النسخة الأولى تقوم بترميز وإنتاج جلايكوبروتين (بالإنجليزية: glycoprotein)‏ كبير (isoform a) يدور في البلازما ليرتبط بعامل فون ويلبراند (بالإنجليزية: von Willebrand factor)‏ برابطة غير تساهمية. ويخضع هذا الجلايكوبروتين لعمليات انقسام متعددة.
- والنسخة الثانية تقوم بترميز وإنتاج بروتين افتراضي صغير (isoform b) الذي يحتوي أساسا مكان ارتباط الفسفوليبيد المتواجد في العامل الثامن -ج (بالإنجليزية: Factor VIII:C)‏، هذا المكان ضروري لحدوث تجلط الدم.[4]

## الجينات
يقع جين العامل الثامن على الكروموسوم اكس (Xq28). ويمتاز هذا الجين بأنه عبارة عن مركب أساسي يتضمن جين آخر مرتبط في أحد انتروناته (بالإنجليزية: Introns)‏.

## الفسيولوجيا
العامل الثامن عبارة عن جلايكوبروتين خامل.يتم تصنيعه وإفرازه في الدم من خلال بطانة الأوعية الدموية والكبيبية (بالإنجليزية: glomerular)‏ والأنبوبية (بالإنجليزية: Tubular)‏ وخلايا الكبد الجيبية (بالإنجليزية: Sinusoidal cells)‏ ، بالرغم من انه لا يزال هناك غموض كبير في تحديد مكان الإفراز الأساسي. خلال تواجد العامل الثامن في الدورة الدموية فانه يكون مرتبط بشكل أساسي بعامل فون ويلبراند لتشكيل مركب مستقر. وعند تنشيط العامل الثامن بواسطة الثرومبين (العامل الثاني-أ) (بالإنجليزية: Thrombin or Factor IIa)‏ فإنه يفك ارتباطه من المركب ليرتبط بالعامل التاسع-أ (بالإنجليزية: Factor IXa)‏ أثناء عملية التخثر حيث يعتبر عامل مساعد للعامل التاسع-أ للمساعدة في تنشيط العامل العاشر (بالإنجليزية: Factor X)‏ والذي بدوره مع العامل المساعد العامل الخامس-أ (بالإنجليزية: Factor Va)‏ ينشِّط الثرومبين بشكل أكبر، يقوم بعدها الثرومبين بتفكيك الفايبرينوجين (بالإنجليزية: Fibrinogen)‏ إلى فايبرين (بالإنجليزية: Fibrin)‏ الذي يتبلمر بمساعدة العامل الثالث عشر (بالإنجليزية: Factor XII)‏ للتحول إلى جلطة دموية.
عندما لا يكون العامل الثامن مرتبطا بعامل فون ويلبراند فانه لا يكون محمي من التكسير بواسطة بروتين-ج (بالإنجليزية: Protein C)‏ والعامل التاسع-أ النشطة والإزالة بسرعة من مجرى الدم.
لا يتأثر العامل الثامن بأمراض الكبد بل انه عادة ما تكون مستوياته مرتفعة في هذه الحالات.

## الاستخدام العلاجي
العامل الثامن الذي يتم استخلاصه من دماء المتبرعين (Aafact) أو المستنسخ (بالإنجليزية: Recombinant)‏ يمكن أن يعطى لعلاج المصابين بالهيموفيليا لاستعادة عملية الإرقاء (بالإنجليزية:  Hemostasis)‏.
في السابق وقبل تحسن الأساليب التنقية كان نقل منتج من بلازما الدم إلى مريض من مرضى الهيموفيليا كثيرا ما يؤدي إلى انتقال أمراض مثل التهاب الكبد الفيروسي ب وج وفيروس نقص المناعة. في 1980 م قامت بعض شركات الأدوية مثل باير (Bayer) بإثارة الجدل من خلال الاستمرار في بيع عينات ملوثة من العامل الثامن بعد أن أصبحت المعالجة بالتسخين متاحة. في أوائل 1990 م بدأت شركات الأدوية لإنتاج العامل المستنسخ الذي تم صنعه والذي قام تقريبا بمنع كل أشكال انتقال الأمراض عند إعطاءه لعلاج المرضى.
قد يكون تشَكُّل أجسام مضادة ضد العامل الثامن مصدر قلق كبير للمرضى الذين يتلقون العلاج ضد النزيف ؛ وحدوثه يعتمد على وجود عوامل المختلفة بما في ذلك العامل الثامن المنتج نفسه.